# تپه خضر زنده
تپه خضر زنده مربوط به دوره ساسانیان است و در شهرستان کنگاور، بخش مرکزی، روستای قشخوران واقع شده و این اثر در تاریخ ۳۰ تیر ۱۳۸۴ با شمارهٔ ثبت ۱۲۱۶۰ به‌عنوان یکی از آثار ملی ایران به ثبت رسیده است.